# Guilt Machine
A Guilt Machine egy holland együttes.
2009 februárjában jelent meg a hír Arjen Anthony Lucassen hivatalos honlapján, miszerint legújabb projektjével, a Guilt Machine nevű formációval stúdióba vonulnak egy új album felvételére. Európában augusztus végén, míg Amerikában szeptemberben látott napvilágot az On This Perfect Day-re keresztelt debütáló album.
A felvételek közben, márciusban közzétettek egy felhívást, ami rengeteg rajongót mozgósított: mindenki saját anyanyelvén fogalmazhatta meg gondolatait, és audió felvétel formájában juttathatta el a csapatnak. Több, mint 200 felvétel érkezett, de csak 19 került fel a végleges anyagra. Ezek között szerepel egy magyar is a Perfection című szám elején.

## Tagok
- Arjen Anthony Lucassen - hangszerek, háttérvokál
- Jasper Steverlinck (Arid) - ének
- Chris Maitland (ex-Porcupine Tree) - dobok
- Lori Linstruth (ex-Stream of Passion) - szólógitár, szöveg

## Fordítás
- Ez a szócikk részben vagy egészben  a   Guilt Machine című angol Wikipédia-szócikk fordításán alapul.  Az eredeti cikk szerkesztőit annak laptörténete sorolja fel. Ez a jelzés csupán a megfogalmazás eredetét és a szerzői jogokat jelzi, nem szolgál a cikkben szereplő információk forrásmegjelöléseként.